# ジャスティス・ソサエティ・オブ・アメリカ
『ジャスティス・ソサエティ・オブ・アメリカ』（英: Justice Society of America）は、DCコミックスの出版するアメリカン・コミックスに登場する架空のスーパーヒーローチーム、及びコミックのタイトル。「JSA」と略される。アメリカン・コミックス史上初のヒーローチーム。

## 概要
「ジャスティス・ソサエティ・オブ・アメリカ」はシェルドン・メイヤーとガードナー・フォックスによって創造され、1940年12月の"All Star Comics #3"で初登場した。1940年代に人気を博したが、シリーズは"All-Star Comics #57"（1951年5月）で終了した。彼らの存在は" The Flash #123"（1961年9月）の「2つの世界のフラッシュ」でジェイ・ギャリックが再登場する10年後まで忘れ去られていた。これ以降ジャスティス・ソサエティの他のメンバーも再びコミックに登場し、ジャスティス・ソサエティのキャラクターたちは「アース2」の存在として、ジャスティス・リーグが存在する「アース1」と次元を超えたクロスオーバーが行われるようになる。
"All-Star Comics vol.1 #58"（1976年2月）から本格的にジャスティス・ソサエティ・オブ・アメリカのリバイバルが行われ、チームは「オールスター・スコードロン」や「インフィニティ・インク」に発展していった。このシリーズではスーパーマンのいとこであるパワーガールや、バットマンとキャットウーマンの子供であるヘレナ・ウェインが初登場し、スーパーヒーローの黎明期から活躍するベテランヒーローと若い世代のヒーローとの対比を描くスタイルが確立された。

## 創立メンバー
創立メンバーは、以下の8人。
ドクター・フェイト
本名：ケント・ネルソン。
アワーマン
本名：レックス・タイラー。
スペクター
本名：ジム・コリガン。
サンドマン
本名：ウェスリー・ドッズ
アトム
本名：アル・プラット。
ザ・フラッシュ
本名：ジェイ・ギャリック。
グリーンランタン
本名：アラン・スコット。
ホークマン
本名：カーター・ホール。

## その他のメンバー

### クライシス以前
| - ジョニー・サンダーボルト / ジョニー・サンダー - ドクター・ミッドナイト / チャールズ・マクナイダー - スターマン / テッド・ナイト - ワンダーウーマン / ダイアナ - ミスター・テリフィック / テリー・スローン - ワイルドキャット / テッド・グラント | - ブラックキャナリー / ダイナ・ドレイク - ロビン / ディック・グレイソン - レッドトルネード / ジョン・スミス - スタースパングルドキッド / シルベスター・ペンバートン - パワーガール / カレン・スター - ハントレス / ヘレナ・ウェイン |

### クライシス以降
| - ミス・アメリカ / ジョーン・デイル - ホークガール / シャイアラ・ソーンダース - ワンダーウーマン / ヒッポリタ女王 - アトム・スマッシャー / アルバート・ロススタイン - ドクター・フェイト / ヘクター・ホール - ホークガール / ケンドラ・ソーンダース - スターガール / コートニー・ホイットモア - ミスター・テリフィック / マイケル・ホルト - キャプテン・マーベル / ビリー・バットソン - リバティベル / ジェシー・チェンバース - サイクロン / マクシーン・ヒュンケル | - シチズン・スティール / ネイト・ヘイウッド - スーパーマン / クラーク・ケント - ジュードーマスター / ソニア・サトー - アメイジングマン / マルクス・クレイ - ライトニング / ジェニファー・ピアース - マゴッグ / デビッド・レイド - ミスター・アメリカ / ジェフリー・グレイブス - マンハンター / ケイト・スペンサー - レッドビートル / サラ・バターズ - リバティベル / リビー・ローレンス - アンナ・フォーチュン |

## 書誌情報

### JSA 1940年-1951年
| Title                           | 出版年     | ISBN           |
| ------------------------------- | ---------- | -------------- |
| All Star Comics Archives Vol.0  | 2006年3月  | 978-1401207915 |
| All Star Comics Archives Vol.1  | 1997年11月 | 978-1563890192 |
| All Star Comics Archives Vol.2  | 1997年11月 | 978-0930289126 |
| All Star Comics Archives Vol.3  | 1997年11月 | 978-1563893704 |
| All Star Comics Archives Vol.4  | 1998年12月 | 978-1563894336 |
| All Star Comics Archives Vol.5  | 1999年12月 | 978-1563894978 |
| All Star Comics Archives Vol.6  | 2000年10月 | 978-1563896361 |
| All Star Comics Archives Vol.7  | 2001年7月  | 978-1563897207 |
| All Star Comics Archives Vol.8  | 2002年8月  | 978-1563898129 |
| All Star Comics Archives Vol.9  | 2004年8月  | 978-1401200015 |
| All Star Comics Archives Vol.10 | 2004年8月  | 978-1401201593 |
| All Star Comics Archives Vol.11 | 2005年3月  | 978-1401204037 |

### JSA 1976年-1978年
| タイトル                 | 出版年    | ISBN           |
| ------------------------ | --------- | -------------- |
| Justice Society Volume 1 | 2006年8月 | 978-1401209704 |
| Justice Society Volume 2 | 2007年2月 | 978-1401211943 |

### JSA 1999年-2006年
| タイトル                  | 出版年     | ISBN           |
| ------------------------- | ---------- | -------------- |
| Vol.1 Justice Be Done     | 2000年4月  | 978-1563896200 |
| Vol.2 Darkness Falls      | 2002年8月  | 978-1563897399 |
| Vol.3 Return of Hawkman   | 2002年11月 | 978-1563899126 |
| Vol.4 Fair Play           | 2003年5月  | 978-1563899591 |
| Vol.5 Stealing Thunder    | 2003年10月 | 978-1563899942 |
| Vol.6 Savage Times        | 2004年11月 | 978-1401202538 |
| Vol.7 Princes of Darkness | 2005年3月  | 978-1401204693 |
| Vol.8 Black Reign         | 2005年7月  | 978-1401204808 |
| Vol.9 Lost                | 2005年9月  | 978-1401207229 |
| Vol.10 Black Vengeance    | 2006年3月  | 978-1401209667 |
| Vol.11 Mixed Signals      | 2006年9月  | 978-1401209674 |
| Vol.12 Ghost Stories      | 2007年1月  | 978-1401211967 |

### JSA 2006年-2012年
| タイトル                     | 出版年                | ISBN                                     |
| ---------------------------- | --------------------- | ---------------------------------------- |
| Vol.1 The Next Age           | 2007年9月 2008年11月  | 978-1401214449 (HC) 978-1401215859 (TPB) |
| Vol.2 The Lightning Saga     | 2008年2月 2009年1月   | 978-1401216528 (HC) 978-1401218690 (TPB) |
| Thy Kingdom Come, Part One   | 2008年4月 2009年4月   | 978-1401216900 (HC) 978-1401217419 (TPB) |
| Thy Kingdom Come, Part Two   | 2008年12月 2009年11月 | 978-1401219147 (HC) 978-1401219468 (TPB) |
| Thy Kingdom Come, Part Three | 2009年4月 2010年4月   | 978-1401221669 (HC) 978-1401221676 (TPB) |
| Black Adam and Isis          | 2009年9月 2010年9月   | 978-1401225308 (HC) 978-1401225315 (TPB) |
| The Bad Seed                 | 2010年5月             | 978-1401227142 (TPB)                     |
| Axis of Evil                 | 2010年12月            | 978-1401229016 (TPB)                     |
| The Dark Things              | 2011年3月 2012年4月   | 978-1401230111 (HC) 978-1401231934 (TPB) |
| Super Town                   | 2011年9月             | 978-1401232849 (TPB)                     |
| Monument Point               | 2012年2月             | 978-1401233686 (TPB)                     |
| The Rise of Eclipso          | 2012年10月            | 978-1401234133 (TPB)                     |

### JSA All-Stars
| タイトル       | 出版年     | ISBN           |
| -------------- | ---------- | -------------- |
| Constellations | 2010年11月 | 978-1401229009 |
| Glory Days     | 2011年5月  | 978-1401231576 |
| The Puzzle Men | 2011年12月 | 978-1401232979 |

### The New 52
| タイトル                   | 出版年     | ISBN           |
| -------------------------- | ---------- | -------------- |
| Vol.1 The Gathering        | 2013年10月 | 978-1401242817 |
| Vol.2 The Tower of Fate    | 2014年4月  | 978-1401246143 |
| Vol.3 Battle Cry           | 2014年10月 | 978-1401249380 |
| Vol.4 The Dark Age         | 2015年4月  | 978-1401254179 |
| Vol.5 The Kryptonian       | 2015年12月 | 978-1401257576 |
|                            |            |                |
| Earth 2: World's End Vol.1 | 2015年5月  | 978-1401256036 |
| Earth 2: World's End Vol.2 | 2015年12月 | 978-1401258443 |

## その他のメディア

### 映画
『ブラックアダム』 (2022年)
メンバー
カーター・ホール / ホークマン
演 - オルディス・ホッジ
ケント・ネルソン / ドクター・フェイト
演 - ピアース・ブロスナン
アルバート・"アル"・ロススタイン / アトムスマッシャー
演 - ノア・センティネオ
マクシーン・ハンケル / サイクロン
演 - クインテッサ・スウィンデル

### ドラマ
『ヤング・スーパーマン』 (2001年-2011年)
メンバー
カーター・ホール / ホークマン
演 - マイケル・シャンクス
ケント・ネルソン / ドクター・フェイト
演 - ブレント・ステイト
コートニー・ホイットモア / スターガール
演 - ブリット・アーヴィン
『レジェンド・オブ・トゥモロー』 (2016年-2022年)
メンバー
レックス・テイラー / アワーマン
演 - パトリック・J・アダムス
ヘンリー・ヘイウッド・1世 / コマンダースティール
演 - ニック・ザーノ
トッド・ライス / オブシディアン
演 - ダン・ペイン
コートニー・ホイットモア / スターガール
演 - サラ・グレイ
マリ・マッケイブ / ビクセン
演 - メイジー・リチャードソン＝セラーズ
チャールズ・マクナイダー / ドクター・ミッドナイト
演 - Kwesi Ameyaw

### アニメ
『ジャスティス・リーグ (アニメ)』 (2001年-2004年)
メンバー
ストリーク
声 - デヴィッド・ノートン
トム・ターバイン
声 - テッド・マッギンレー
グリーン・ガーズマン
声 - ウィリアム・カット
キャットマン
声 - スティーヴン・ルート
ブラックサイレン
声 - ジェニファー・ヘイル
レイ・トンプソン
声 - ニール・パトリック・ハリス
『ジャスティス・リーグ・アンリミテッド』 (2004年-2006年)
『バットマン:ブレイブ&ボールド』 (2008年-2011年)
メンバー
初代フラッシュ
声 - アンディ・ミルダー
ワイルドキャット
声 - R・リー・アーメイ
アワーマン
声 - レックス・ラング
ホークマン
声 - ウィリアム・カット
ドクター・ミッドナイト
声 - コーリー・バートン
初代ブラックキャナリー
『ヤング・ジャスティス』 (2010年-現在)
『DCスーパーヒーロー・ガールズ』 (2015年-現在)
『ジャスティス・リーグ・アクション』 (2016年-現在)

### ゲーム
インジャスティス2 (2017年)